# Міла-Досе (Техас)
Міла-Досе (англ. Mila Doce) — переписна місцевість (CDP) в США, в окрузі Ідальго штату Техас. Населення — 6162 особи (2020).

## Географія
Міла-Досе розташована за координатами 26°13′22″ пн. ш. 97°57′36″ зх. д. / 26.22278° пн. ш. 97.96000° зх. д. (26.222914, -97.960054).  За даними Бюро перепису населення США в 2010 році переписна місцевість мала площу 8,28 км², уся площа — суходіл.

## Демографія
Згідно з переписом 2010 року, у переписній місцевості мешкали 6222 особи в 1396 домогосподарствах у складі 1272 родин. Густота населення становила 751 особа/км².  Було 1483 помешкання (179/км²). 
Расовий склад населення:
| - 87,9 % — білих - 0,3 % — чорних або афроамериканців - 0,1 % — корінних американців - 10,5 % — осіб інших рас |

До двох чи більше рас належало 1,1 %. Іспаномовні складали 98,9 % від усіх жителів.
За віковим діапазоном населення розподілялося таким чином: 39,9 % — особи молодші 18 років, 54,9 % — особи у віці 18—64 років, 5,2 % — особи у віці 65 років та старші. Медіана віку мешканця становила 23,8 року. На 100 осіб жіночої статі у переписній місцевості припадало 95,5 чоловіків;  на 100 жінок у віці від 18 років та старших — 93,0 чоловіків також старших 18 років.
Середній дохід на одне домашнє господарство  становив 31 613 долари США (медіана — 23 716), а середній дохід на одну сім'ю — 31 139 доларів (медіана — 25 236). Медіана доходів становила 24 052 долари для чоловіків та 23 221 долар для жінок. За межею бідності перебувало 59,4 % осіб, у тому числі 67,7 % дітей у віці до 18 років та 60,0 % осіб у віці 65 років та старших.
Цивільне працевлаштоване населення становило 1851 особа. Основні галузі зайнятості: освіта, охорона здоров'я та соціальна допомога — 28,4 %, роздрібна торгівля — 19,0 %, будівництво — 10,3 %, науковці, спеціалісти, менеджери — 9,7 %.